# Werbung (Militär)

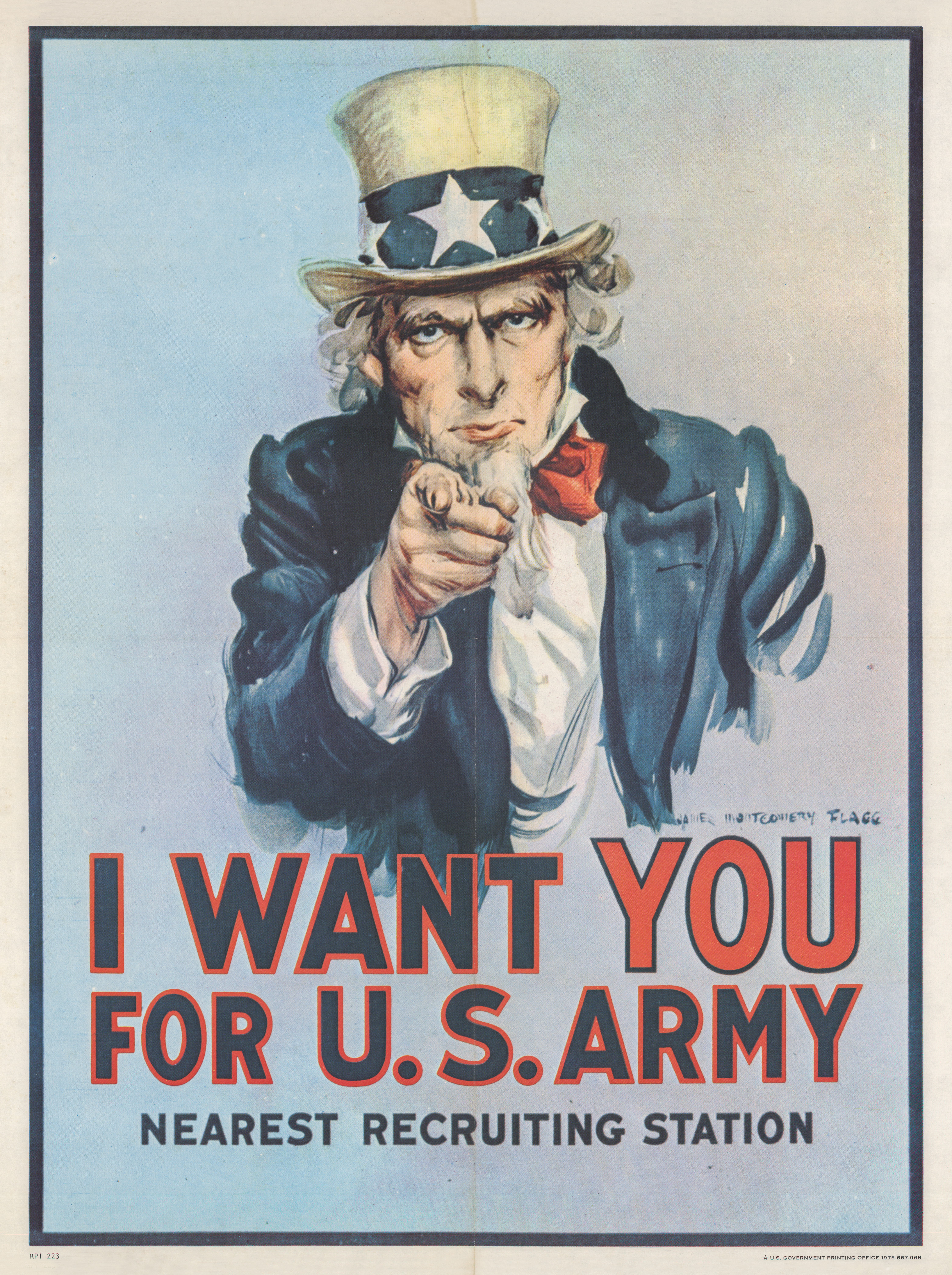
Altes Werbeplakat der US Army

Der Ausdruck Werbung bezeichnete vom ausgehenden Mittelalter bis in die Mitte des 19. Jahrhunderts die Beschaffung von Freiwilligen (Söldnern) zum Dienst im Militär. Bis dahin hatte das Wort ausschließlich diese militärische Bedeutung, erst später setzte sich die Bedeutung im Sinne von „Reklame machen“ durch.
Staaten im heutigen Sinne gab es bis in die frühe Neuzeit noch nicht, demzufolge auch keine staatsbürgerlichen Pflichten. Die Rechtsbeziehungen des Einzelnen bestanden gegenüber seinem jeweiligen „Herrn“.

## Entstehung des bezahlten Kriegers
Die verpflichtende Beteiligung an kriegerischen Handlungen in Gestalt des Volksaufgebots oder Heerbannes war in Europa schon im ausgehenden Altertum, beginnend im Frankenreich, durch die Heerfolge abgelöst worden. Da durch die zunehmende Geldwirtschaft ab dem 12. Jahrhundert eine Entlohnung der Krieger mit Geld möglich wurde, bildeten sich neben den Lehensrittern und deren aufgebotenen Knechten auch Soldritter und Soldknechte als Stand von Berufskriegern.
Mit der Veränderung der Kriegführung, ausgelöst durch die Überlegenheit der Schweizer Gevierthaufen über das Ritterheer in der Schlacht am Morgarten 1315 wuchs die Bedeutung des Fußvolks, das man in großer Zahl benötigte. Nur in wenigen Gebieten war aber die Beherrschung des Waffenhandwerks in der breiten Bevölkerung vorhanden wie z. B. bei den Schweizer Reisläufern. Es lag daher nahe, auf das schon bewährte System von Soldtruppen aus Berufskriegern zurückzugreifen und nicht ungeübte Untertanen aufzubieten. Zudem waren letztere als Bauern und Handwerker für die eigene Volkswirtschaft viel zu kostbar, um sie in einem Feldzug aufs Spiel zu setzen oder sie gar zu verlieren.

## Werbung der Landsknechte
Ein Fürst oder Landesherr, der einen Feldzug plante, schloss mit einem als erfahrener militärischer Führer geltenden Soldaten einen Vertrag, den er als „Werbeherrn“ beauftragte, für eine bestimmte Zeit eine bestimmte Anzahl von Landsknechten und Reitern anzuwerben, und stellte ihm hierüber ein „Werbepatent“ aus. Dafür erhielt der Werbeherr eine vereinbarte Geldsumme, mit der er die Anwerbung und auch den Sold der Geworbenen bezahlte. Manchmal schoss auch der Werbeherr den Betrag vor oder beteiligte sich an der Finanzierung. Meist war der Werbeherr während des Feldzugs auch der Regimentsinhaber der geworbenen Truppen, wie zum Beispiel Georg von Frundsberg oder noch im Dreißigjährigen Krieg Wallenstein.
Befehl des Herzogs Ulrich von Württemberg, 6.000 Mann in der Eidgenossenschaft anzuwerben vom 12. August 1518:
„Nachdem die löuff sich dieser zeit ernstlich erzögen unnd wir nit wissen ob der jetzig Rychstag zu Augspurg uns zu wider enden wird oder nit, haben wir bedacht unns selbs dannnocht ouch zu uersenhen darumb so beuelen wir dir du wöllst uns VIm [=6 mille, 6.000] guter Knecht und under denselbigen ouch hauptleute und fendrich Inn der aidgenoßschaft annemen und bestellen umb ain Sold. So wir Ir bedörffen werden das sie uns umb selbigen Sold zuziehen, So wir aber Ir net bedörffen das wir dann Inen zu thund ouch nicht Schuldig syen, Inmaßen wie du also annemen und bestellt würdest, von denselben wollest zuvor unnderrichtung nehmen, ob nit unser vogt zu tübingen und lieber getrewer Eberhard von Ryschach (so derglychen beuelh von uns hatt.) sie ouch angenommen oder mit Inen gehandellt heb, damit nit zwyfache Handlung gescheh, unnd einer dem andern seinem annemen und bestellen Irrung oder Verhinderung thue, sollest du dann zu thund wol waist und wir dir vertawen daran geschicht unser meynung, dat stuttg. Dornstegg nach laurentii XVIIj“
An H. Albrecht von Landenberg Rittr
Deßglych an Eberhartten von Ryschach Vogt zu Tibinge

## Werbung für stehende Heere ab dem 17. Jahrhundert

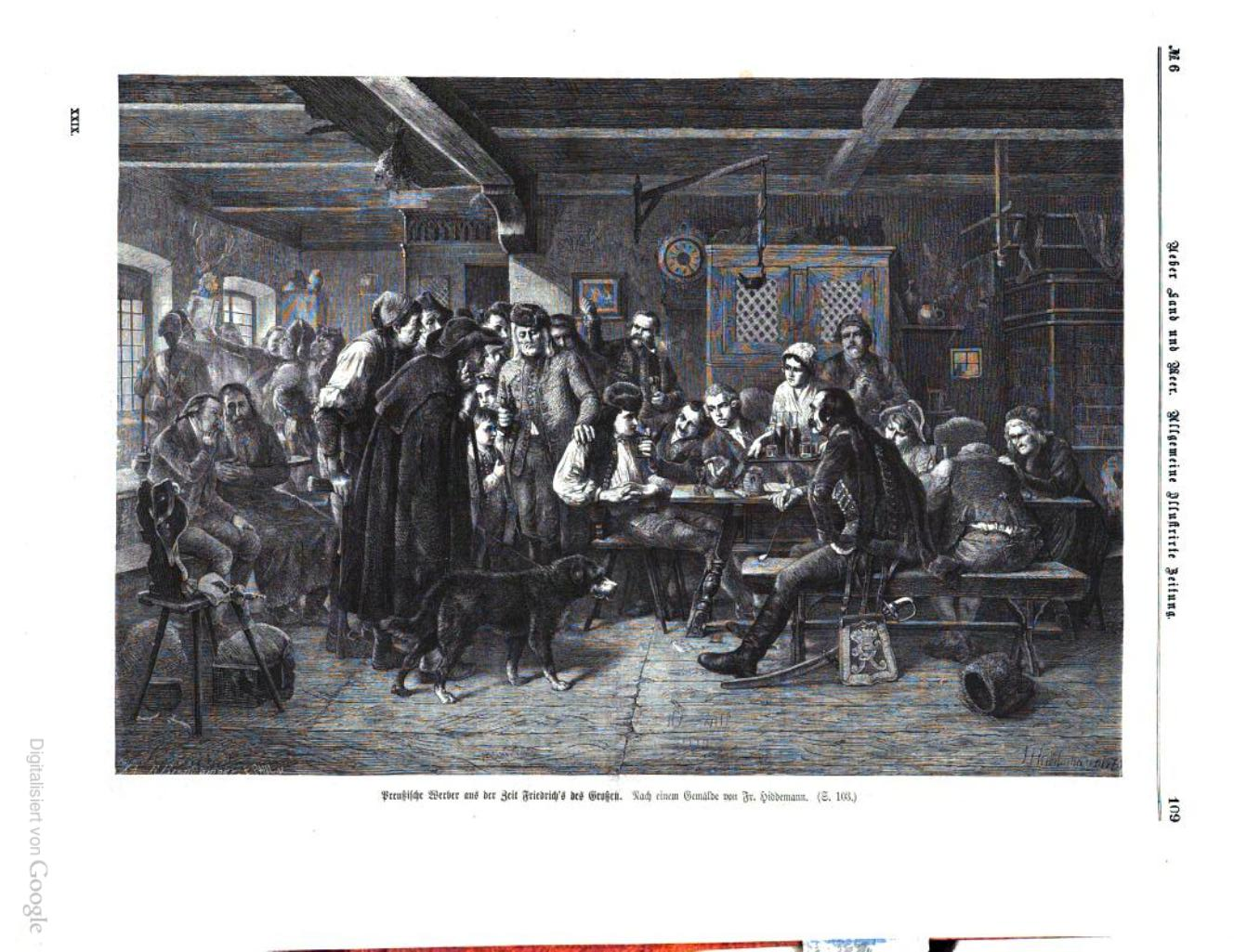
Preußische Werber unter Friedrich dem Großen
Bild von Friedrich Hiddemann

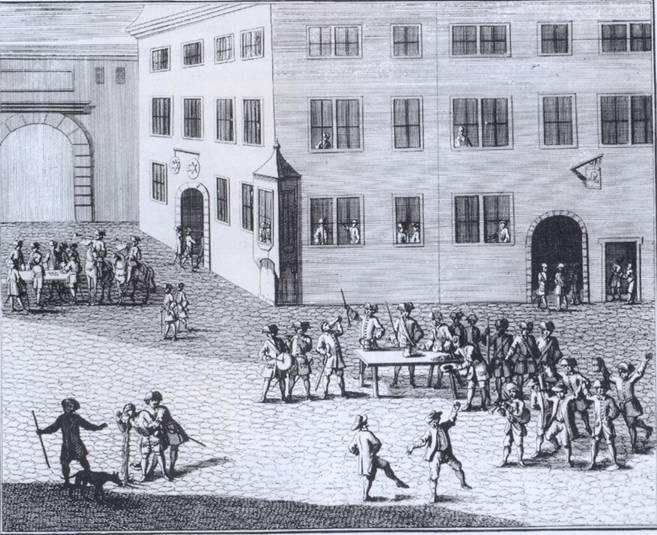
Soldatenwerbung im 18. Jahrhundert

Mit dem Aufkommen der stehenden Heere gegen Ende des 17. Jahrhunderts übernahmen die Landesherren die Werbung selbst. Sie wiesen hierzu einzelne Organe der entstehenden Verwaltung an:
- General-Ausschreiben des Administrators Herzog Friedrich Carl von Württemberg-Winnental an die Amtmänner, betreffend die Rekrutierung des in der Rückkehr aus Morea begriffenen I. Regiments

„Nachdem Wir aus allergnädigstem Befehl der Römisch. Kaiserl. Maj. Unseres Allergnädigsten Herrn, Unser dermahlen aus Morea in der Rukkehr begriffenes Erstere regiment zu dero und des Gemeinen Wesens dienstförderlich recroutieren, und deßwegen im ganzen Hertzogthum die Werbung anstellen lassen wollen. Als ist Unser Gnädigster Befehl hiermit an Dich, Du sollest solches in Deinem Dir Gnädigst anvertrauten Statt und Ampt publicieren, und darbey vermelden, daß wer unter solchem Regiment, welches Wir selbsten commandieren werden, Dienste zu nehmen gewillet, sich entweder allhier in Unserer Residenz, oder zu Tübingen, Schorndorff, Göppingen, oder Marppach bey denen des Ends in der Werbung begriffenen Officierern anmelden könne. Daran beschicht Unsere Meynung“
- Württembergisches General-Rescript an die Amtmänner vom 21. Juni 1690, betr die Anwerbung eines Regiments zu Fuß für spanische Dienste

„... als ist hiermit unser gnädigster Befehl, du sollest, so ferne hierzu einige tüchtige Mannschaft bey Dir zu bekommen, auch vermittelst Deiner Ambts-Angehörigen herbey zu bringen wären, solche annehmen ... auf den Mann 4 à 5 Rthlr. Hand-Geld, und täglich zehen Kr. auf den Unterhalt ... Im übrigen aber hastu daran zu seyn, dass kein verbürgter, oder im Verspruch stehender Lands-Underthan, noch einiger von der Land-Miliz ... angenommen werde.“
oder beauftragten damit einzelne Offiziere, mit denen sie einen entsprechenden Vertrag (Werbepatent) abschlossen.
Um die Werbung bekannt zu machen, wurden auch Plakate und Handzettel eingesetzt.
Zur Schonung der wirtschaftlichen Ressourcen des Landes wurde die Werbung berufstätiger Untertanen (im Dienste des Landesherrn, Handwerker, Bauern) untersagt. Als wegen der damals bestehenden Missstände in den Armeen die Neigung zu Verpflichtungen zurückging und weil man die vielen umherziehenden Obdachlosen („herum vagirend- und Herren-losen Gesind“) als lästig empfand, wurden diese auch gezielt zwangsweise rekrutiert ebenso wie die Deserteure aus anderen Armeen:
„als ist hiemit Unser Befehl, ihr sollet Uns der Leute so viel immer möglich zuweisen, auch alle Deserteurs, von was Dienst oder Nation dieselbe seyn mögen, nur die National-Frantzosen ausgenommen, samt all anderen herum vagirend- und Herren-losen Gesind, auch mit allen die mit glaubwürdigen Passeports nicht versehen, ohne Umstände wegnehmen, und nacher Asperg an den daselbst commandierenden Officier liefern ...“
„Pursche, welche auf dem Bettel umherziehen und keine wandernde Handwerks-Pursche, auch mit glaubwürdigen Pässen, oder Attestaten nicht versehen seyen, sollen zum Militär hinweggenommen – jedoch von den Werb-Officieren vorher dem nächsten Vogtamt vorgestellt – und von diesem erkannt werden, ob sie auch für Vaganten zu halten seyen.“

## Werbung im 19. und 20. Jahrhundert
Nachdem die Rekrutierung der Mannschaften in vielen Staaten durch die Einführung der Wehrpflicht geregelt war, blieb es in Deutschland den einzelnen Regimentern bis in das 20. Jahrhundert hinein (Reichswehr) nur noch überlassen, länger dienende Unteroffiziere und Offiziere selbst zu werben.
Staaten, die wie z. B. Großbritannien oder die USA keine Wehrpflicht kannten, waren weiterhin auf die Werbung Freiwilliger angewiesen. Auch für eigene Truppenteile, die trotz bestehender Wehrpflicht nicht auf Wehrpflichtige zurückgreifen konnten oder sollten, wie z. B. die Fremdenlegion in Frankreich oder die Schutztruppen in den deutschen Kolonien, musste weiterhin geworben werden.

## Werbung heute
Für die Werbung Freiwilliger für den Dienst als Soldat auf Zeit oder Berufssoldat setzen alle Armeen sämtliche modernen Werbemittel einschließlich Internet ein.
Als Anreiz zu einer Verpflichtung als Soldat wurde in früheren Jahrhunderten das „Handgeld“ gezahlt. Heutige Streitkräfte werben meist mit einer Verpflichtungsprämie und/oder der Möglichkeit, zusätzliche Bildungsabschlüsse erwerben zu können.
Nach Abschaffung bzw. Aussetzen der Wehrpflicht in vielen europäischen Staaten gelingt es ihnen trotz verstärkter Werbemaßnahmen oft nicht, die erforderliche Anzahl freiwilliger eigener Staatsbürger für den Dienst in den Streitkräften zu gewinnen, sodass sie teilweise auch ausländische Staatsangehörige werben (Spanien) oder zum Dienst in den Streitkräften zulassen (Niederlande).
Für die Bundeswehr übernehmen heute die bei den Karrierecentern der Bundeswehr eingesetzten Karriereberater die praktischen Aufgaben der Anwerbung von Freiwilligen für die Streitkräfte vor Ort. Zentrale Aufgaben werden durch das Bundesamt für das Personalmanagement der Bundeswehr wahrgenommen.

## Werbeplakate aus verschiedenen Zeiten

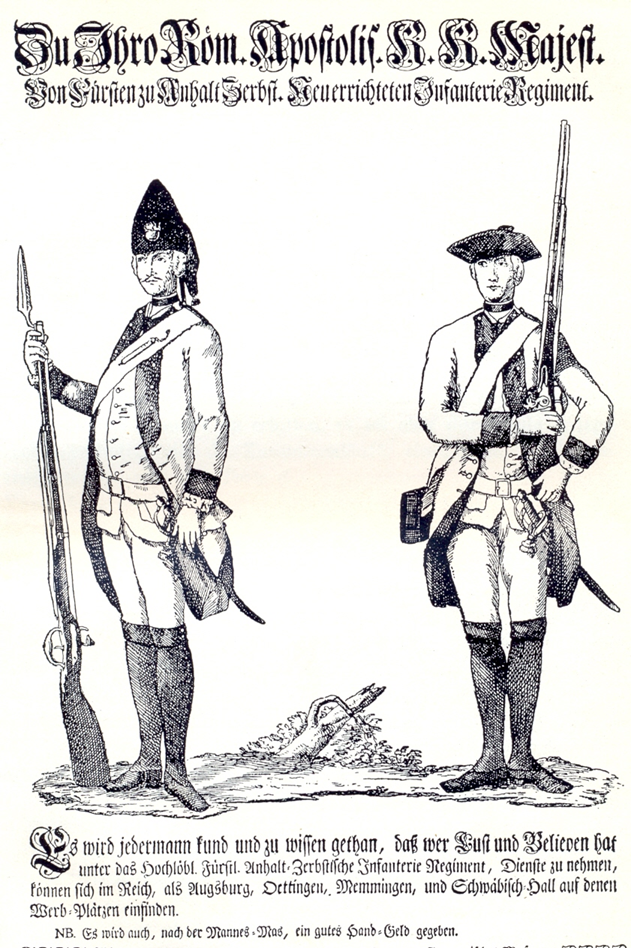
Werbeplakat um 1740
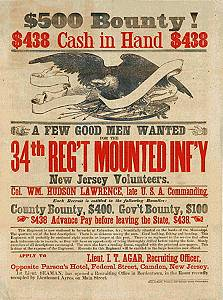
Werbeplakat aus dem Amerikanischen Bürgerkrieg
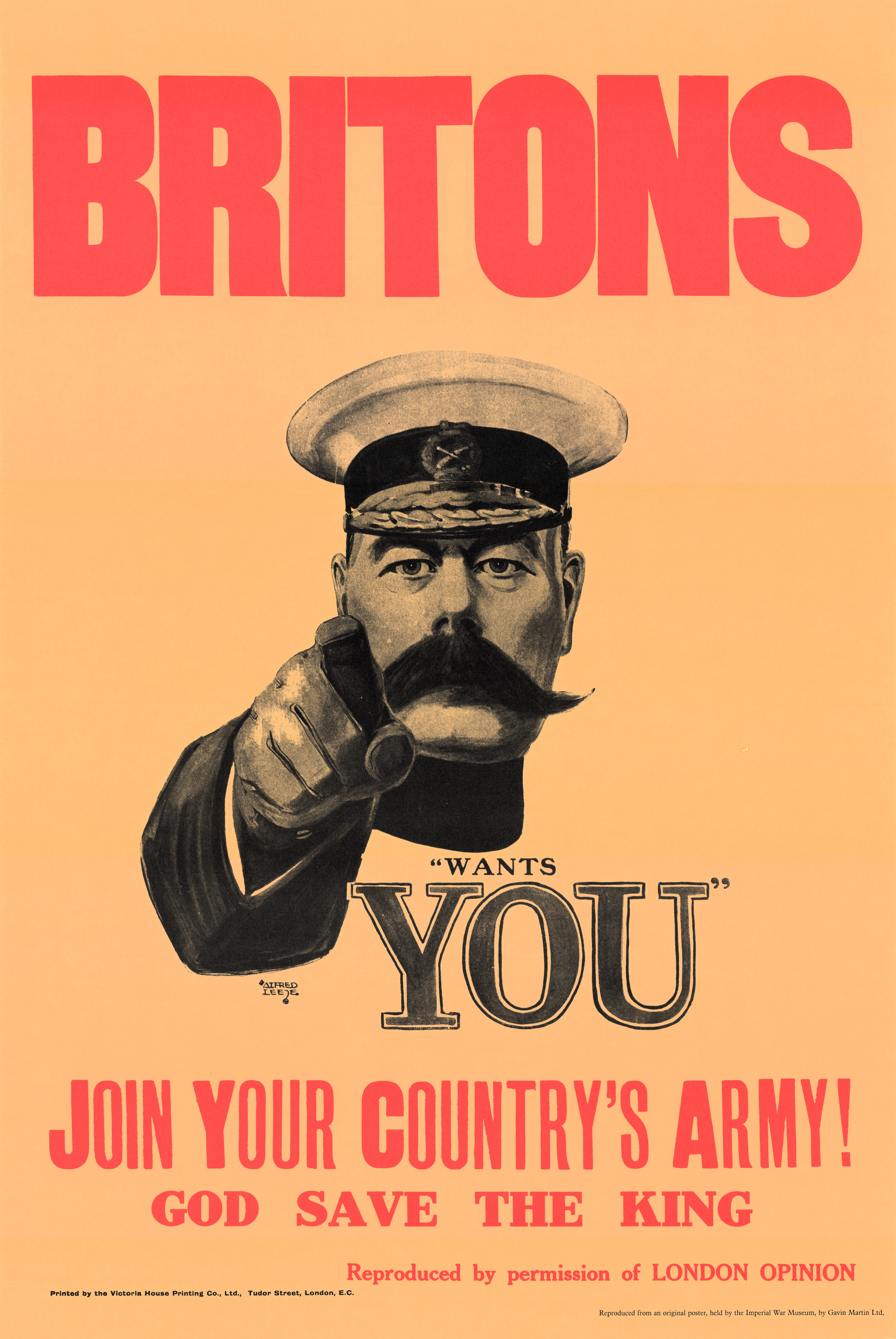
Werbeplakat England im Ersten Weltkrieg
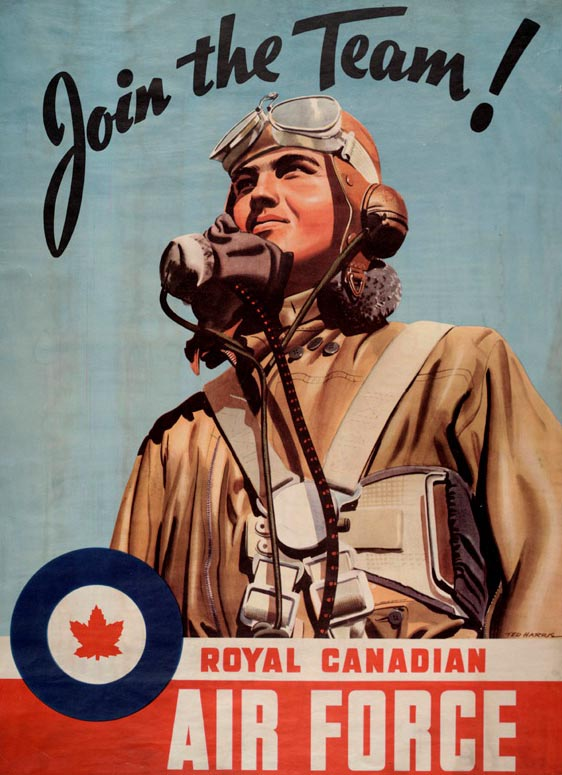
Werbeplakat Kanada 1939 - 1945

## Verbot der Werbung

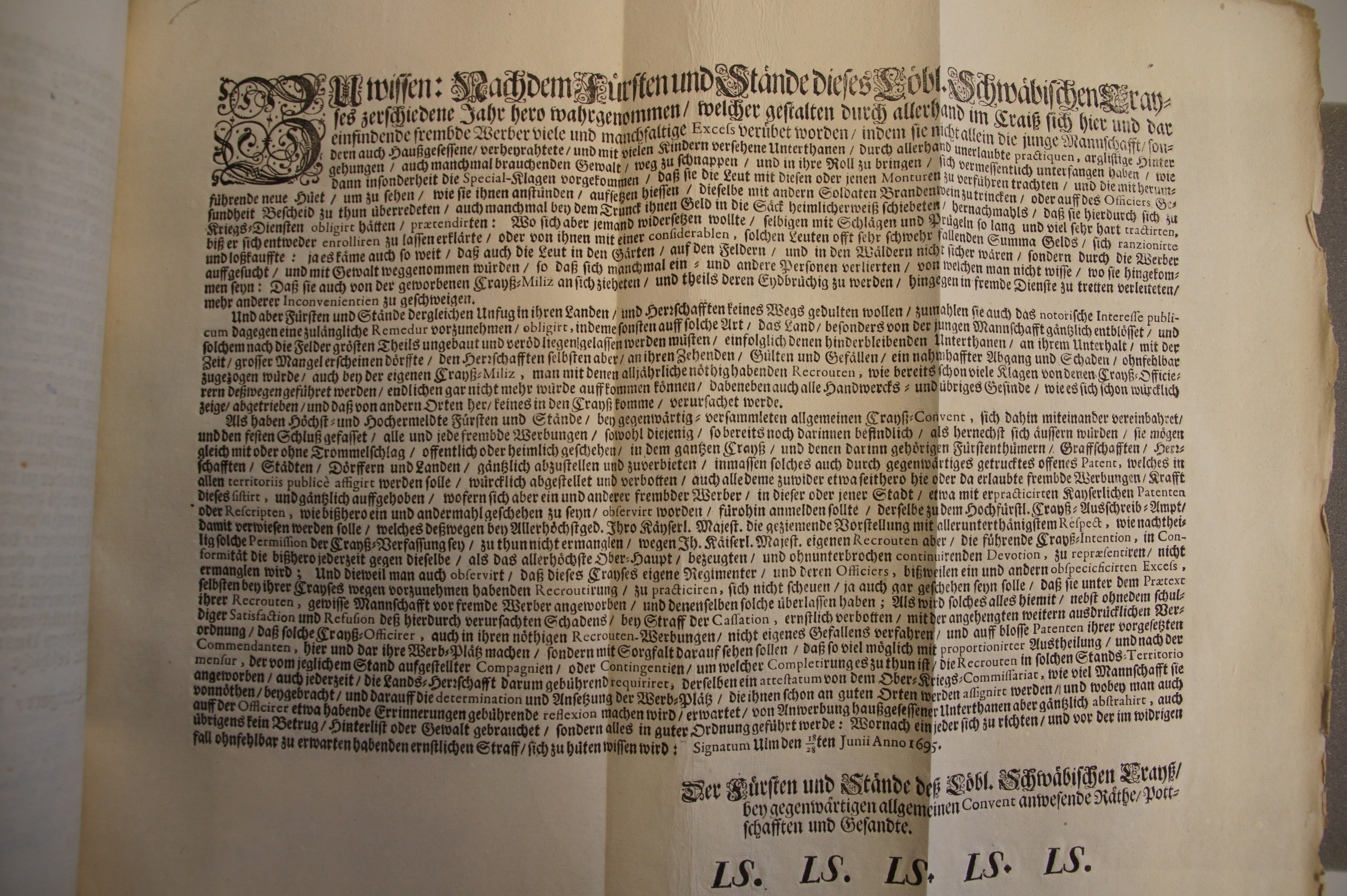
Verbot fremder Werbung

Vom 16. bis zum beginnenden 19. Jahrhundert bestand in vielen Ländern ein immer wieder erneuertes Verbot, Werbung für Truppen anderer Länder durchzuführen oder sich für fremde Truppen anwerben zu lassen. Nur für das kaiserliche Heer durfte innerhalb des ganzen Heiligen Römischen Reiches geworben werden.
Heute ist es in Deutschland strafbar, deutsche Staatsangehörige „zugunsten einer ausländischen Macht ... zum Wehrdienst in einer militärischen oder militärähnlichen Einrichtung“ anzuwerben. Ähnlich ist die Situation in Österreich und in der Schweiz.

## Verweise